# Lecane inermis
Lecane inermis är en hjuldjursart som först beskrevs av David Bryce 1892.  Lecane inermis ingår i släktet Lecane och familjen Lecanidae. Arten är reproducerande i Sverige. Inga underarter finns listade i Catalogue of Life.